# Braughing Warren Bourne
Braughing Warren Bourne är ett vattendrag i Storbritannien.   Det ligger i grevskapet Hertfordshire och riksdelen England, i den sydöstra delen av landet, 40 km norr om huvudstaden London.